# Shakashaka

Opgave

Oplossing

Shakashaka (シャカシャカ) is een logische puzzel die ontwikkeld werd door puzzeluitgeverij Nikoli.

## Spelregels
Shakashaka wordt gespeeld op een rechthoekig diagram van witte en zwarte vierkanten. Sommige zwarte vakjes kunnen een nummer bevatten.
Het doel van de puzzel is om driehoeken in een aantal witte vakjes te plaatsen. Er zijn vier soorten driehoeken die in vierkanten kunnen worden gezet: 
De witte delen van het diagram (onbedekt door zwarte driehoeken) moeten een rechthoek of een vierkant vormen.
Zwarte vakjes met een nummer moeten met een platte zijde grenzen aan het gespecificeerde aantal zwarte driehoeken.